# Elżbieta Izabela Lubomirska
Elżbieta Izabela Lubomirska (21. května 1736, Varšava – 11. listopadu 1816, Vídeň), známější pod svým provdaným jménem Izabela Lubomirska, byla politicky vlivná polská šlechtična, filantropka a kulturní mecenáška.

## Život

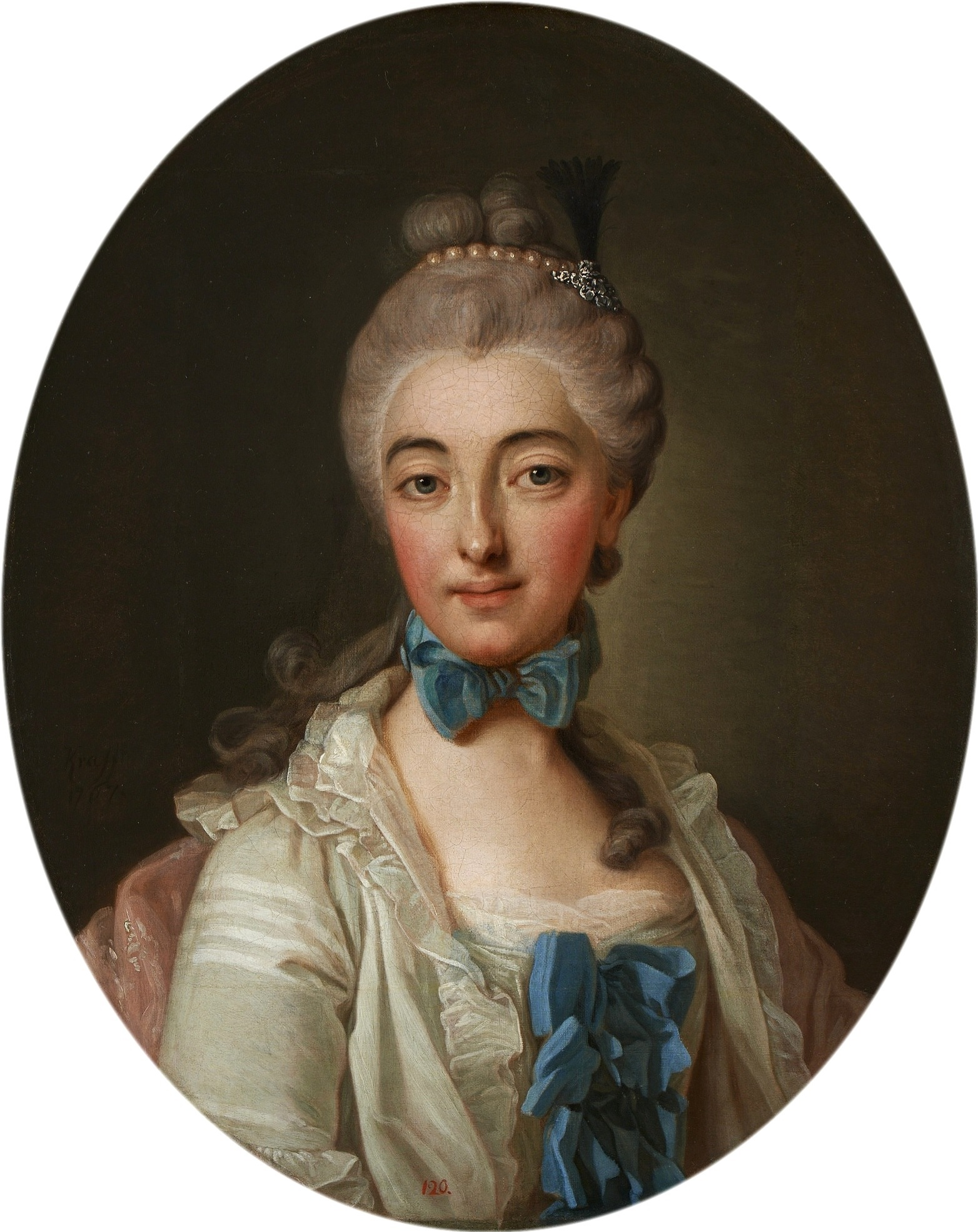
Portrét Izabely od Pera Kraffta staršího, 1767

Byla dcerou Augusta Aleksandra Czartoryskiho, jednoho z vůdců Familie, a Marie Zofie Czartoryské. V mládí se zamilovala do svého bratrance Stanisława Augusta Poniatowského, který byl později zvolen polským králem jako Stanislav August, ale nemohla se za něj provdat kvůli odporu svého otce, podle jehož názoru nebyl dostatečně bohatý ani vlivný.
Nakonec se 9. června 1753 provdala za Stanisława Lubomirského, se kterým měla čtyři dcery: Julii, Konstancju, Elżbietu a Aleksandru.
Od roku 1783 byla členkou polských svobodných zednářů. Pro její zálibu v modré, kterou často nosila, se jí říkalo „Modrá markýza“.
Byla jedním z největších a nejbohatších vlastníků půdy v Unii. Patřil jí Wilanowský palác (dřívější královské sídlo Jana III. Sobieského) u Varšavy, palác v Ursynówě (tehdy nazývaný Rozkosz), který postavila pro svou dceru Aleksandru, a palác Mon Coteau v Mokotówě (dnešní Palác Szustra). Položila základní kámen k budově Národního divadla ve Varšavě a iniciovala přestavbu rodinného sídla svého manžela, zámku Łańcut, v rokokovém stylu.
Nepochybně byla jednou z nejvýraznějších žen v Polsku 18. století. Velmi aktivně se účastnila politiky. Zpočátku si rozuměla s králem Stanislavem Augustem, později s ním měla spory. Roztrpčena neúspěchem svého jednání u dvora se přestěhovala do Paříže a po vypuknutí revoluce utekla do Vídně. Kromě politické činnosti se vyznamenala jako pokroková ochránkyně rolníků – na svých panstvích zakládala školy a nemocnice. V Łańcutu založila palírnu, která dnes existuje pod názvem Polmos Łańcut.
Zemřela 25. listopadu 1816 ve Vídni. Byla pohřbena na hřbitově ve Währingu. Dne 23. září 1885 byla z důvodu likvidace hřbitova rakev převezena do farního kostela v Łańcutu, kde byla znovu pohřbena. Již dříve byl v chrámu postaven pomník z bílého carrarského mramoru, který financoval hrabě Alfred Potocki.

## Galerie

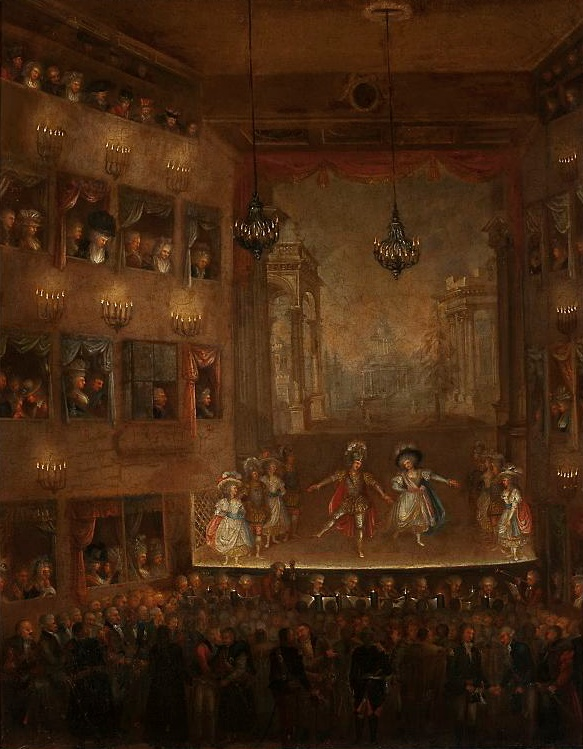
Hra za přítomnosti krále Stanislawa II. Augusta v srpnu 1790. Obraz zachycuje interiér prvního varšavského Národního divadla na náměstí Krasińských. Toto divadlo štědře podpořila Elżbieta Lubomirska.
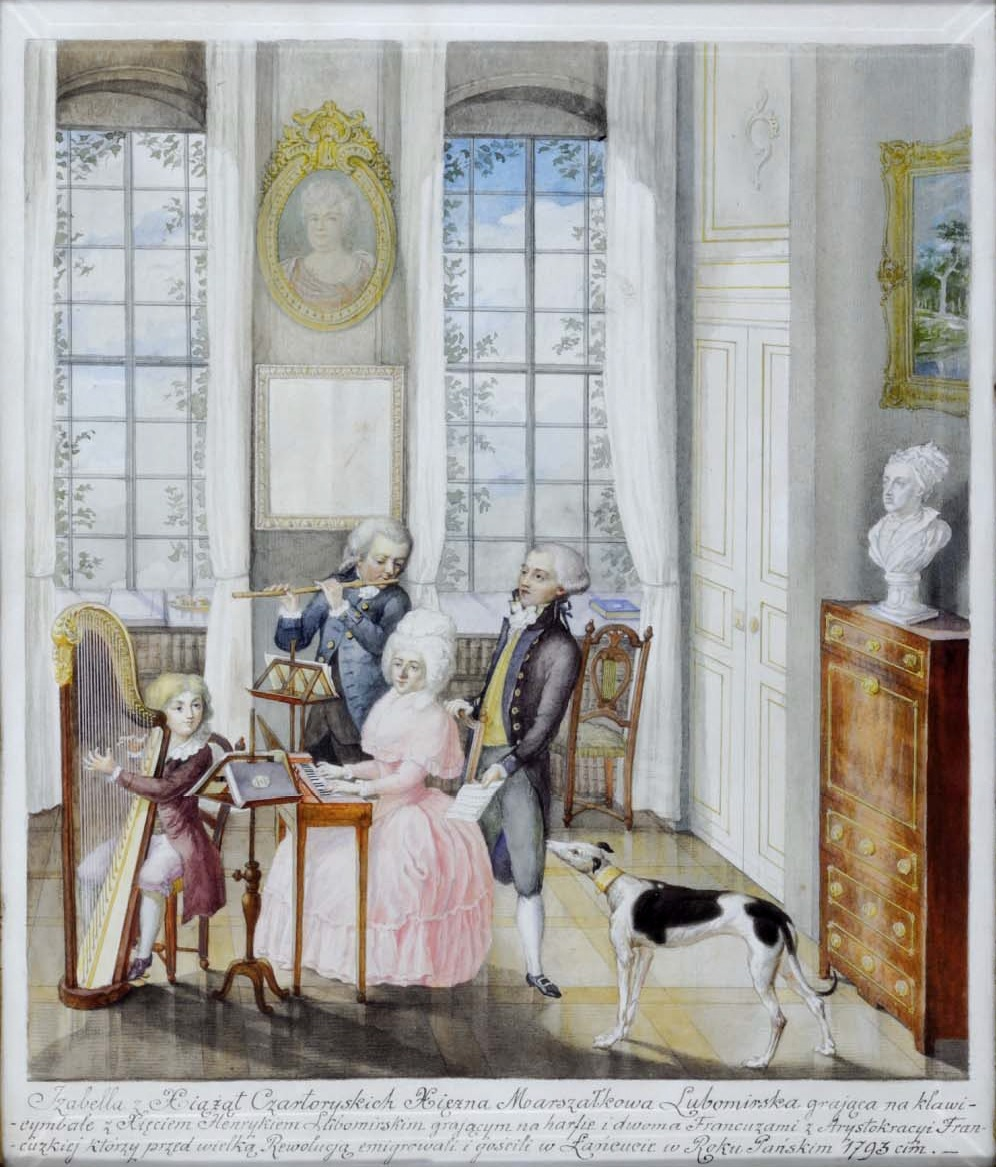
Izabela Lubomirska na koncertě s Henrykem Lubomirskim (hrající na harfu) a svými dvěma francouzskými známými v Łańcutu v roce 1793.
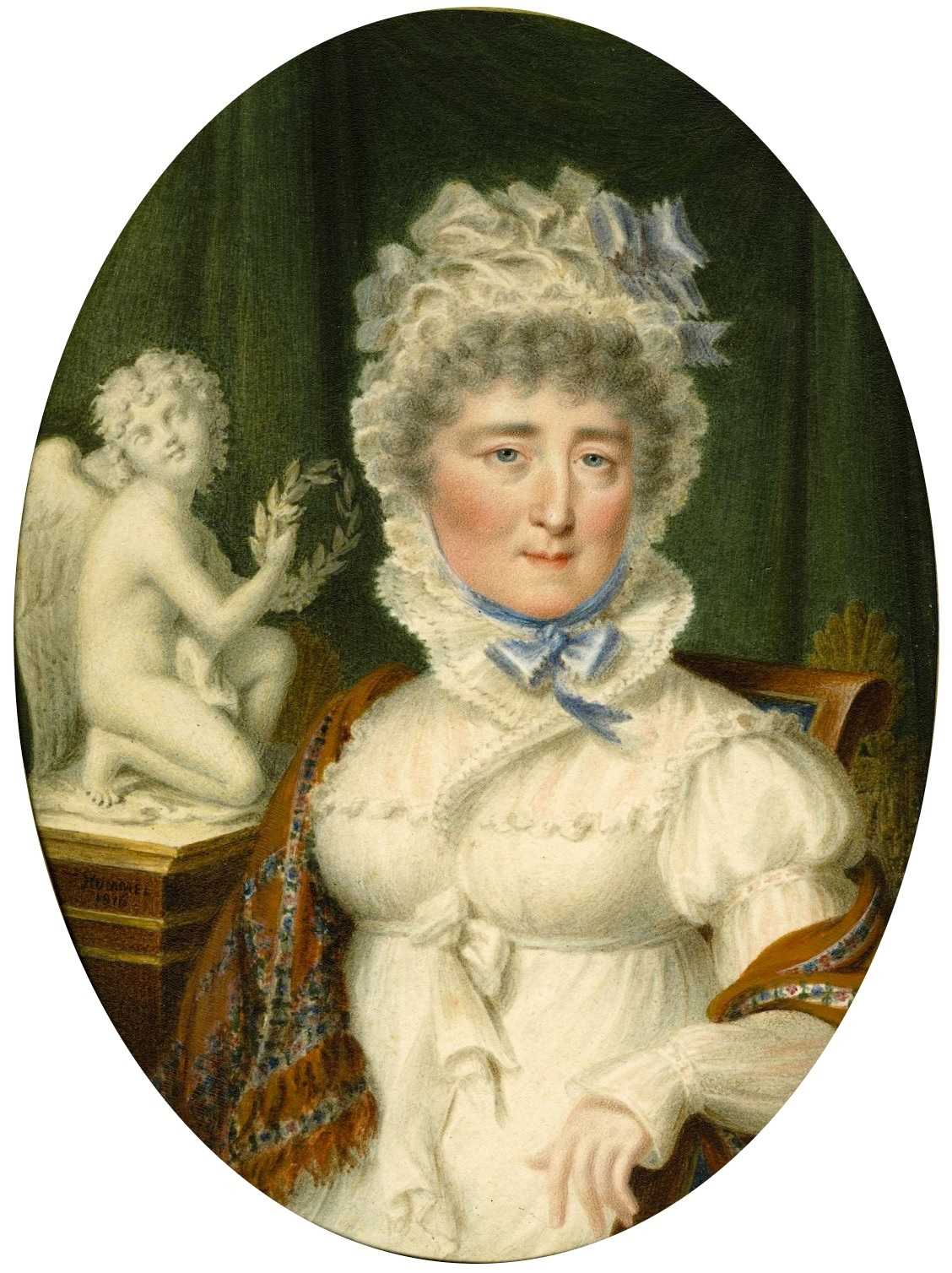
Obraz Izabely Lubomirské od Carla Hummela, 1816.

## Vývod z předků
|                             |                               |  |                          |                                   |  |  |  |  |  |  |  | Mikołaj Jerzy Czartoryski |
|                             |                               |  |                          |                                   |  |  |  |  |  |  |  |                           |
|                             | Michał Jerzy Czartoryski      |  |                          |                                   |  |  |  |  |  |  |  |                           |
|                             |                               |  |                          |                                   |  |  |  |  |  |  |  |                           |
|                             |                               |  |                          | Izabela Korecká                   |  |  |  |  |  |  |  |                           |
|                             |                               |  |                          |                                   |  |  |  |  |  |  |  |                           |
|                             | Kazimierz Czartoryski         |  |                          |                                   |  |  |  |  |  |  |  |                           |
|                             |                               |  |                          |                                   |  |  |  |  |  |  |  |                           |
|                             |                               |  |                          | Tomasz Olędzki                    |  |  |  |  |  |  |  |                           |
|                             |                               |  |                          |                                   |  |  |  |  |  |  |  |                           |
|                             | Joanna Weronika Olędzká       |  |                          |                                   |  |  |  |  |  |  |  |                           |
|                             |                               |  |                          |                                   |  |  |  |  |  |  |  |                           |
|                             |                               |  |                          | Anna Grzybowská                   |  |  |  |  |  |  |  |                           |
|                             |                               |  |                          |                                   |  |  |  |  |  |  |  |                           |
|                             | August Alexandr Czartoryski   |  |                          |                                   |  |  |  |  |  |  |  |                           |
|                             |                               |  |                          |                                   |  |  |  |  |  |  |  |                           |
|                             |                               |  |                          | Andrzej Morsztyn                  |  |  |  |  |  |  |  |                           |
|                             |                               |  |                          |                                   |  |  |  |  |  |  |  |                           |
|                             | Jan Andrzej Morsztyn          |  |                          |                                   |  |  |  |  |  |  |  |                           |
|                             |                               |  |                          |                                   |  |  |  |  |  |  |  |                           |
|                             |                               |  |                          |                                   |  |  |  |  |  |  |  |                           |
|                             |                               |  |                          |                                   |  |  |  |  |  |  |  |                           |
|                             | Izabela Alžběta Morsztynová   |  |                          |                                   |  |  |  |  |  |  |  |                           |
|                             |                               |  |                          |                                   |  |  |  |  |  |  |  |                           |
|                             |                               |  |                          | George Gordon, 2. markýz z Huntly |  |  |  |  |  |  |  |                           |
|                             |                               |  |                          |                                   |  |  |  |  |  |  |  |                           |
|                             | Catherine Gordonová           |  |                          |                                   |  |  |  |  |  |  |  |                           |
|                             |                               |  |                          |                                   |  |  |  |  |  |  |  |                           |
|                             |                               |  |                          | Anne Campbellová                  |  |  |  |  |  |  |  |                           |
|                             |                               |  |                          |                                   |  |  |  |  |  |  |  |                           |
| Elżbieta Izabela Lubomirská |                               |  |                          |                                   |  |  |  |  |  |  |  |                           |
|                             |                               |  |                          |                                   |  |  |  |  |  |  |  |                           |
|                             |                               |  | Adam Hieronim Sieniawski |                                   |  |  |  |  |  |  |  |                           |
|                             |                               |  |                          |                                   |  |  |  |  |  |  |  |                           |
|                             | Mikołaj Hieronim Sieniawski   |  |                          |                                   |  |  |  |  |  |  |  |                           |
|                             |                               |  |                          |                                   |  |  |  |  |  |  |  |                           |
|                             |                               |  |                          | Wiktoria Elżbieta Potocká         |  |  |  |  |  |  |  |                           |
|                             |                               |  |                          |                                   |  |  |  |  |  |  |  |                           |
|                             | Adam Mikołaj Sieniawski       |  |                          |                                   |  |  |  |  |  |  |  |                           |
|                             |                               |  |                          |                                   |  |  |  |  |  |  |  |                           |
|                             |                               |  |                          | Alexandr Ludvík Radziwiłł         |  |  |  |  |  |  |  |                           |
|                             |                               |  |                          |                                   |  |  |  |  |  |  |  |                           |
|                             | Cecílie Marie Radziwiłłová    |  |                          |                                   |  |  |  |  |  |  |  |                           |
|                             |                               |  |                          |                                   |  |  |  |  |  |  |  |                           |
|                             |                               |  |                          | Lukrécie Marie Strozziová         |  |  |  |  |  |  |  |                           |
|                             |                               |  |                          |                                   |  |  |  |  |  |  |  |                           |
|                             | Maria Zofia Sieniawská        |  |                          |                                   |  |  |  |  |  |  |  |                           |
|                             |                               |  |                          |                                   |  |  |  |  |  |  |  |                           |
|                             |                               |  |                          | Jiří Šebestián Lubomirský         |  |  |  |  |  |  |  |                           |
|                             |                               |  |                          |                                   |  |  |  |  |  |  |  |                           |
|                             | Stanislav Herkules Lubomirský |  |                          |                                   |  |  |  |  |  |  |  |                           |
|                             |                               |  |                          |                                   |  |  |  |  |  |  |  |                           |
|                             |                               |  |                          | Konstancie Ligęzová               |  |  |  |  |  |  |  |                           |
|                             |                               |  |                          |                                   |  |  |  |  |  |  |  |                           |
|                             | Alžběta Helena Sieniawská     |  |                          |                                   |  |  |  |  |  |  |  |                           |
|                             |                               |  |                          |                                   |  |  |  |  |  |  |  |                           |
|                             |                               |  |                          | Łukasz Opaliński                  |  |  |  |  |  |  |  |                           |
|                             |                               |  |                          |                                   |  |  |  |  |  |  |  |                           |
|                             | Žofie Anna Alžběta Opalińská  |  |                          |                                   |  |  |  |  |  |  |  |                           |
|                             |                               |  |                          |                                   |  |  |  |  |  |  |  |                           |
|                             |                               |  |                          | Izabela Tęczyńska                 |  |  |  |  |  |  |  |                           |
|                             |                               |  |                          |                                   |  |  |  |  |  |  |  |                           |